# Spilosoma flavalis
Spilosoma flavalis là một loài bướm đêm thuộc phân họ Arctiinae, họ Erebidae.